# Oxycheilinus arenatus
Oxycheilinus arenatus là một loài cá biển thuộc chi Oxycheilinus trong họ Cá bàng chài. Loài này được mô tả lần đầu tiên vào năm 1840.

## Từ nguyên
Từ định danh của loài cá này trong tiếng Latinh có nghĩa là "có cát", hàm ý đề cập đến màu nâu cát ở lưng của mẫu định danh sau khi được phơi khô.

## Phạm vi phân bố và môi trường sống
O. arenatus có phạm vi phân bố rải rác trên khắp Ấn Độ Dương - Thái Bình Dương. Ở Ấn Độ Dương, loài này được ghi nhận tại Biển Đỏ, bờ biển Mozambique, Madagascar và các đảo quốc lân cận, Maldives và Chagos; ở Thái Bình Dương, loài này được ghi nhận ở vùng biển các quốc gia thuộc Đông Nam Á hải đảo (trừ khu vực Biển Đông đổ xuống eo biển Malacca và New Guinea); ngược lên phía bắc đến đảo Đài Loan; phía đông trải dài đến Palau, Guam, quần đảo Marshall, Tonga, Wallis và Futuna; quần đảo Samoa và Tahiti (Polynésie thuộc Pháp).
O. arenatus ưa sống gần các rạn san hô mềm viền bờ và trong các hang động ở độ sâu khoảng từ 20 đến 60 m.

## Mô tả
Chiều dài cơ thể tối đa được ghi nhận ở O. arenatus là 21 cm. Cơ thể đặc trưng bởi một dải màu đen giữa thân dọc theo chiều dài cơ thể (không có ở những loài cùng chi) và một đốm đen ở vây lưng trước, bao lấy 3 gai đầu tiên.
Số gai ở vây lưng: 9; Số tia vây ở vây lưng: 10; Số gai ở vây hậu môn: 3; Số tia vây ở vây hậu môn: 8–11; Số gai ở vây bụng: 1; Số tia vây ở vây bụng: 5.

## Sinh thái
Thức ăn của O. arenatus là các loài động vật giáp xác và cá nhỏ. Chúng thường sống đơn độc. Loài này được đánh bắt bằng lưới vây và bẫy cá nhằm mục đích làm thực phẩm.